# The European Society for History of Law
The European Society for History of Law ist eine europäische Vereinigung mit Sitz in Brno (Tschechien), die 2009 gegründet wurde.
Vereinszweck ist die Unterstützung der Forschung auf den Gebieten der Rechtsgeschichte, des Römischen Rechts (Romanistik genannt) und des Rechtsdenkens in verschiedenen europäischen Ländern. Den Gegenstand des Interesses bilden:
- die Rechtssysteme und Rechtsinstitute,
- die Rechtsstrukturen,
- die bedeutenden Persönlichkeiten der Rechtsgeschichte, der Rechtswissenschaft und des Rechtsdenkens,
- das römische Recht,
- die Geschichte des Rechtsdenkens.

Die Vereinigung umfasst nicht nur Personen aus dem akademischen Bereich, sondern sie arbeitet auch mit Persönlichkeiten aus der Justiz (vor allem Verfassungsrichter), aus der Staatsanwaltschaft, der Anwaltschaft oder der öffentlichen Verwaltung zusammen, die auf entscheidende Art und Weise zur Erfüllung der Ziele der Gesellschaft beitragen.
Die Gesellschaft organisiert Konferenzen, Vorlesungen, Seminare, Exkursionen und Treffen, auf denen die aktuellen Fragen der europäischen Rechtsgeschichte diskutiert werden. Die Gesellschaft dient als Plattform für die Präsentation der wissenschaftlichen Ergebnisse der Rechtshistoriker aus den europäischen Staaten. Zu dem letztgenannten trägt auch das Herausgeben der auf Englisch und Deutsch verfasste Zeitschrift Journal on European History of Law (ISSN 2042-6402) bei. Mithilfe dieser zwei Sprachen vermittelt diese Zeitschrift die Erkenntnisse aus der Rechtsgeschichte und der Romanistik den Interessenten aus der ganzen Welt.

## Wissenschaftlicher Beirat
Alle Publikationen der Gesellschaft werden begutachtet. Die Mitglieder des wissenschaftlichen Beirats sind Persönlichkeiten sowohl aus dem akademischen Bereich, als auch aus der Rechtspraxis.
- Stanislav Balík (Verfassungsgericht der Tschechischen Republik)
- Mezey Barna (Eötvös-Loránd-Universität Budapest, Ungarn)
- Jiří Bílý (Metropolit-Universität Prag, Tschechische Republik)
- Alberto Iglesias Garzón (Charles III University of Madrid, Spanien)
- Piotr Fiedorczyk (University of Białystok, Polen)
- Gábor Hamza (Eötvös-Loránd-Universität Budapest, Ungarn)
- Ignác Antonín Hrdina (Westböhmischen Universität, Pilsen, Tschechische Republik)
- Vilém Knoll (Westböhmischen Universität, Pilsen, Tschechische Republik)
- Mirela Kresic (Universität Zagreb, Kroatien)
- Olga Lysenko (Lomonosov Moscow State University, Russland)
- Christian Neschwara (Universität Wien, Österreich)
- Dmitry Poldnikov (Wirtschaftshochschule Moskau, Russland)
- Karel Schelle (Masaryk-Universität, Brünn, Tschechische Republik)
- Gábor Schweitzer (Institut für Rechtswissenschaft an der Ungarischen Akademie der Wissenschaften, Budapest, Ungarn)
- Magdolna Szűcs (Universität Novi Sad, Serbien)
- Ewa Stawicka (Rechtsanwältin, Warschau, Polen)
- Jaromír Tauchen (Masaryk-Universität, Brünn, Tschechische Republik)